# Nécropole nationale de la Targette
De Nécropole nationale de la Targette is een Franse militaire begraafplaats met gesneuvelden uit de Eerste en Tweede Wereldoorlog, gelegen in het gehucht La Targette bij de Franse gemeente Neuville-Saint-Vaast (departement Pas-de-Calais). De begraafplaats ligt 1,1 km ten zuidwesten van het centrum. Ze heeft een nagenoeg vierkantig grondplan met een oppervlakte van 44.525 m². Naast de begraafplaats ligt de Britse oorlogsbegraafplaats La Targette British Cemetery.
Er worden 12.210 doden herdacht waarvan er 3.882 in drie massagraven begraven liggen.

## Geschiedenis
In mei 1915 start het Franse leger een offensief tegen de Duitse troepen die zich in de heuvels van Artois hebben ingegraven. Daarbij is de verovering van de heuvelrug van Vimy het einddoel. Eerst moet men daarvoor Neuville innemen maar het dorp is zwaar versterkt en de strijd eist dan ook een zware tol aan mensenlevens. Het duurt tot half juni 1915 vooraleer het dorp is veroverd. Er vallen duizenden Franse doden waarvan de meeste hier begraven liggen.
De begraafplaats werd in 1919 aangelegd om de gesneuvelden die verspreid lagen rond Neuville te begraven.
Er liggen 8.159 geïdentificeerde Franse doden en 3.882 doden – waaronder 169 Belgische militairen – in drie massagraven.
Er liggen ook 767 Franse slachtoffers (waaronder 225 niet geïdentificeerde) uit de Tweede Wereldoorlog begraven.